# Michael Adams (kỳ thủ)
Michael Adams (sinh ngày 17 tháng 11 năm 1971) là một đại kiện tướng cờ vua người Anh. Thứ hạng cao nhất của ông là thứ 4 thế giới, đạt được nhiều lần từ tháng 10 năm 2000 đến tháng 10 năm 2002. Hệ số Elo cao nhất của ông đạt được là 2761.
Ông đã đạt được kết quả tốt trong các giải đấu vô địch thế giới. Ông đã là ứng cử viên vô địch thế giới nhiều lần, vào đến vòng bán kết năm 1997, 1999 và 2000. Tại giải vô địch thế giới FIDE năm 2004, ông vào tới trận chung kết, thua Rustam Kasimdzhanov trong loạt đấu tie-break.

## Đời sống riêng
Adams sống ở Somerset với vợ, nữ diễn viên Tara MacGowran.